# Krasobruslení na Zimních olympijských hrách 2018
Soutěže v krasobruslení na Zimních olympijských hrách 2018 proběhly od 9. do 25. února 2018 ve sportovní hale Gangneung Ice Arena v Kangnungu.

## Program
Program podle oficiálních stránek ZOH 2018.
| Den    | Datum          | Zahájení (UTC+9) | Zahájení (SEČ) | Závod                                                |
| ------ | -------------- | ---------------- | -------------- | ---------------------------------------------------- |
| den 1  | 9. února 2018  | 10:00            | 2:00           | smíšená družstva - krátký program sportovních dvojic |
| den 1  | 9. února 2018  | 10:00            | 2:00           | smíšená družstva - krátký program mužů               |
| den 3  | 11. února 2018 | 10:00            | 2:00           | smíšená družstva - krátký program tanečních párů     |
| den 3  | 11. února 2018 | 10:00            | 2:00           | smíšená družstva - krátký program žen                |
| den 3  | 11. února 2018 | 10:00            | 2:00           | smíšená družstva - volné jízdy sportovních dvojic    |
| den 4  | 12. února 2018 | 10:00            | 2:00           | smíšená družstva - volné jízdy mužů                  |
| den 4  | 12. února 2018 | 10:00            | 2:00           | smíšená družstva - volné jízdy tanečních párů        |
| den 4  | 12. února 2018 | 10:00            | 2:00           | smíšená družstva - volné jízdy žen                   |
| den 6  | 14. února 2018 | 10:00            | 2:00           | krátký program sportovních dvojic                    |
| den 7  | 15. února 2018 | 10:30            | 2:30           | volné jízdy sportovních dvojic                       |
| den 8  | 16. února 2018 | 10:00            | 2:00           | krátký program mužů                                  |
| den 9  | 17. února 2018 | 10:00            | 2:00           | volné jízdy mužů                                     |
| den 11 | 19. února 2018 | 10:00            | 2:00           | krátký program tanečních párů                        |
| den 12 | 20. února 2018 | 10:00            | 2:00           | volné jízdy tanečních párů                           |
| den 13 | 21. února 2018 | 10:00            | 2:00           | krátký program žen                                   |
| den 15 | 23. února 2018 | 10:00            | 2:00           | volné jízdy žen                                      |
| den 17 | 25. února 2018 | 9:30             | 1:30           | gala exhibice                                        |

## Medailové pořadí zemí
| Pořadí | Země                               | Zlato | Stříbro | Bronz | Celkově |
| ------ | ---------------------------------- | ----- | ------- | ----- | ------- |
| 1.     | Kanada (CAN)                       | 2     | 0       | 2     | 4       |
| 2.     | Olympijští sportovci z Ruska (OAR) | 1     | 2       | 0     | 3       |
| 3.     | Japonsko (JPN)                     | 1     | 1       | 0     | 2       |
| 4.     | Německo (GER)                      | 1     | 0       | 0     | 1       |
| 5.     | Čína (CHN)                         | 0     | 1       | 0     | 1       |
| 5.     | Francie (FRA)                      | 0     | 1       | 0     | 1       |
| 7.     | Spojené státy americké (USA)       | 0     | 0       | 2     | 2       |
| 8.     | Španělsko (ESP)                    | 0     | 0       | 1     | 1       |
|        | Celkem                             | 5     | 5       | 5     | 15      |

## Medailisté

### Muži
| Disciplína | Zlato                         | Výkon  | Stříbro                    | Výkon  | Bronz                              | Výkon  |
| ---------- | ----------------------------- | ------ | -------------------------- | ------ | ---------------------------------- | ------ |
| muži       | Juzuru Hanjú · Japonsko (JPN) | 317,85 | Shoma Uno · Japonsko (JPN) | 306,90 | Javier Fernández · Španělsko (ESP) | 305,24 |

### Ženy
| Disciplína | Zlato                                                 | Výkon  | Stříbro                                                    | Výkon  | Bronz                            | Výkon  |
| ---------- | ----------------------------------------------------- | ------ | ---------------------------------------------------------- | ------ | -------------------------------- | ------ |
| ženy       | Alina Zagitovová · Olympijští sportovci z Ruska (OAR) | 239,57 | Jevgenija Medveděvová · Olympijští sportovci z Ruska (OAR) | 238,26 | Kaetlyn Osmondová · Kanada (CAN) | 231,02 |

### Smíšené soutěže
| Disciplína        | Zlato | Výkon  | Stříbro | Výkon  | Bronz | Výkon  |
| ----------------- | --- | ------ | --- | ------ | --- | ------ |
| taneční páry      | Kanada (CAN) · Tessa Virtueová · Scott Moir                                                                                     | 206,07 | Francie (FRA) · Gabriella Papadakisová · Guillaume Cizeron | 205,28 | Spojené státy americké (USA) · Maia Shibutaniová · Alex Shibutani | 192,59 |
| sportovní dvojice | Německo (GER) · Aljona Savčenková · Bruno Massot                                                                                | 235,90 | Čína (CHN) · Suej Wen-ťing · Chan Cchung | 235,47 | Kanada (CAN) · Meagan Duhamelová · Eric Radford | 230,15 |
| smíšená družstva  | Kanada (CAN) · Patrick Chan · Kaetlyn Osmond† · Gabrielle Daleman‡ · Meagan Duhamel/Eric Radford · Tessa Virtueová / Scott Moir | 73     | Olympijští sportovci z Ruska (OAR) · Mikhail Kolyada · Jevgenija Medveděvová† · Alina Zagitovová‡ · Evgenia Tarasova / Vladimir Morozov† · Natalia Zabiiako / Alexander Enbert‡ · Ekaterina Bobrova / Dmitri Soloviev | 66     | Spojené státy americké (USA) · Nathan Chen† · Adam Rippon‡ · Bradie Tennell† · Mirai Nagasu‡ · Alexa Scimeca Knierim / Chris Knierim · Maia Shibutani / Alex Shibutani | 62     |

Poznámky
- † označuje, že sportovec/sportovci soutěží pouze v krátkém programu / tanci.
- ‡ označuje sportovce, kteří soutěží pouze v dlouhém programu / tanci.